# Lonnie Brooks

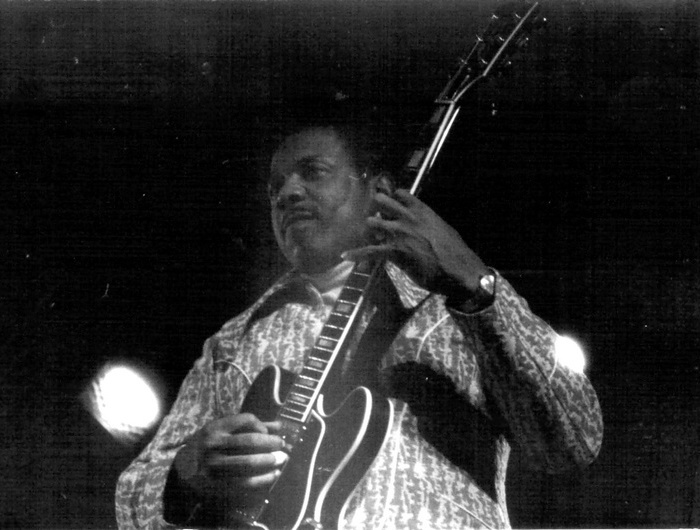
Lonnie Brooks (1975)

Lonnie Brooks, eigentlich Lee Baker, Jr. (* 18. Dezember 1933 in Dubuisson, Louisiana; † 1. April 2017 in Chicago) war ein US-amerikanischer Blues-Gitarrist.
Ursprünglich wollte Brooks Banjo spielen wie sein Großvater, kam jedoch bald zur Gitarre, auf der er Rock ’n’ Roll, Country und R&B spielte. Clifton Chenier verpflichtete ihn für die „Red Hot Louisiana Band“.
In der zweiten Hälfte der 1950er nahm Brooks als „Guitar Junior“ eine Reihe von Rock-’n’-Roll-Hits auf. Er war mit Sam Cooke auf Tour und blieb 1960 in Chicago hängen. Dort gab es bereits einen Guitar Junior, daher änderte er seinen Künstlernamen in Lonnie Brooks.
Brooks schloss sich der Band von Jimmy Reed an und nahm auch eigene Singles auf. 1969 erschien sein erstes Album Broke And Hungry, wieder unter dem Namen Guitar Junior, den er danach endgültig ablegte. Er entwickelte einen eigenen Stil, der als „Voodoo Blues“ bezeichnet wurde.
1978 kam eine Blues-Anthologie heraus, Living Chicago Blues, die vier Stücke von Brooks enthielt und ihm zu einem Plattenvertrag verhalf. Es folgten etliche erfolgreiche Alben.
Lonnie Brooks ist auch bekannt für seine energiegeladenen Liveauftritte. Sein Sohn Ronnie Baker Brooks tritt in die Fußstapfen des Vaters. Zusammen nahmen sie 1991 den Song Like Father, Like Son auf. 2010 wurde Brooks in die Blues Hall of Fame der Blues Foundation aufgenommen.
Sein Sohn Ronnie Baker Brooks ist auch Bluesmusiker (wie auch sein Sohn Wayne Baker Brooks).

## Diskografie
Alben:
- Broke & Hungry (1969)
- Sweet Home Chicago (1974)
- Bayou Lightning (1979)
- Turn On the Night (1981)
- Hot Shot (1983)
- Wound Up Tight (1986)
- Live From Chicago – Bayou Lightning Strikes (1988)
- Satisfaction Guaranteed (1991)
- Roadhouse Rules (1996)
- Deluxe Edition (1997)
- Lone Star Shootout (1999)

Gastauftritte:
- Eddy Clearwater – West Side Strut  (2008)
- Magic Slim – Midnight Blues  (2008)
- Chris Carter – Night Shift  (2003)
- Ronnie Baker Brooks – Take Me Witcha  (2001)
- Little Mack Simmons – Pm/Simmons Collection  (1999)
- Katie Webster – No Foolin’!  (1991)
- Luther „Georgia Boy“ Johnson – Lonesome in My Bedroom  (1975)
- Koko Taylor – Queen of the Blues  (1975)